# Plectranthias longimanus
Plectranthias longimanus, thường được gọi là cá mú vây dài, là một loài cá biển thuộc chi Plectranthias trong họ Cá mú. Loài này được mô tả lần đầu tiên vào năm 1913.

## Phân bố và môi trường sống
P. longimanus có phạm vi phân bố khá rộng khắp Ấn Độ Dương - Thái Bình Dương. Ở Ấn Độ Dương, loài này được tìm thấy dọc theo bờ biển Đông Phi, từ Kenya đến Nam Phi, bao gồm phía bắc đảo Madagascar và quần đảo Comoro, kể cả Maldives và quần đảo Chagos ở trung tâm đại dương. Ở Tây Thái Bình Dương, được tìm thấy từ Nam Nhật Bản trải rộng về phía nam, băng qua các đảo ở phía đông quần đảo Mã Lai đến các rạn san hô ở phía bắc Úc; phía đông trải dài đến khắp các đảo thuộc Melanesia, Tonga và cả đảo Wake, với độ sâu được tìm thấy trong khoảng 75 m trở lại. Chúng ưa sống xung quanh các rạn san hô và các tảng đá nhỏ ở vùng cát sỏi, với sự phát triển phong phú của động vật không xương sống và rong tảo.

## Mô tả
Mẫu vật lớn nhất dùng để mô tả P. longimanus có chiều dài cơ thể được ghi nhận là khoảng 3,5 cm. Cơ thể màu trắng với các đốm lớn màu nâu sẫm, những đốm trên đầu, ngực và bụng màu nâu đỏ; đốm trên mõm và trước môi màu nâu. Các vây có màu trắng nhạt, chóp các gai lưng có màu đỏ nhạt. Mống mắt màu vàng nhạt với các vệt màu nâu đỏ.
Số gai ở vây lưng: 10 (gai thứ 4 hoặc 5 thường dài nhất); Số tia vây mềm ở vây lưng: 13 - 15; Số gai ở vây hậu môn: 3; Số tia vây mềm ở vây hậu môn: 6 - 7; Số tia vây mềm ở vây ngực: 12 - 13.